# Athletissima 2021
L'Athletissima 2021 è stata la 46ª edizione dell'annuale meeting di atletica leggera, che si è disputato allo Stade Olympique de la Pontaise di Losanna il 25-26 agosto 2021. Il meeting ha rappresentato la decima tappa del circuito World Athletics della Diamond League 2021.

## Programma[1]

### Giorno 1
| # | Orario | Specialità    |
| - | ------ | ------------- |
| 1 | 18:00  | Salto in alto |

### Giorno 2
| #  | Orario | Specialità             |
| -- | ------ | ---------------------- |
| 1  | 18:08  | 400 m B                |
| 2  | 18:31  | 800 m B                |
| 3  | 18:41  | 400 m ostacoli         |
| 4  | 18:59  | 1500 m U18/U20         |
| 5  | 19:18  | 200 m B                |
| 6  | 19:25  | Getto del peso         |
| 7  | 19:35  | Salto con l'asta       |
| 8  | 19:54  | 400 m                  |
| 9  | 20:15  | 800 m                  |
| 10 | 20:25  | Lancio del giavellotto |
| 11 | 20:40  | 110 m ostacoli         |
| 12 | 20:50  | 3000 m                 |
| 13 | 21:35  | 200 m                  |

| #  | Orario | Specialità        |
| -- | ------ | ----------------- |
| 1  | 18:00  | 400 m B           |
| 2  | 18:16  | 100 m B serie 2   |
| 3  | 18:23  | 100 m B serie 1   |
| 4  | 18:51  | 1500 m U18/U20    |
| 5  | 19:09  | 100 m ostacoli    |
| 6  | 19:25  | Salto in lungo    |
| 7  | 19:36  | 200 m             |
| 8  | 19:42  | 800 m             |
| 9  | 19:55  | Salto in alto     |
| 10 | 20:03  | 400 m             |
| 11 | 20:30  | 1500 m            |
| 12 | 20:45  | Salto triplo      |
| 13 | 21:07  | 100 m             |
| 14 | 21:07  | 400 m ostacoli    |
| 15 | 21:52  | Staffetta 4×100 m |

     Specialità valide per la Diamond League

## Risultati

### Uomini
| Specialità                |                    | Prestazione | 2º classificato | Prestazione | 3º classificato         | Prestazione |
| 200 m (+3,2 m/s)          | Kenneth Bednarek   | 19"65 w     | Fred Kerley     | 19"77 w     | Steven Gardiner         | 20"11 w     |
| 200 m B (+3,0 m/s)        | Bradley Lestrade   | 21"04 w     | Daniel Löhrer   | 21"06 w     | Jarod Maury             | 21"61 w     |
| 400 m                     | Wilbert London     | 45"17       | Isaac Makwala   | 45"20       | Liemarvin Bonevacia     | 45"41       |
| 400 m B                   | Lionel Spitz       | 46"65       | Nathan Gyger    | 46"67       | Luca Flück              | 48"64       |
| 800 m                     | Marco Arop         | 1'44"50     | Emmanuel Korir  | 1'44"62     | Ferguson Rotich         | 1'45"48     |
| 800 m B                   | Thomas Randolph    | 1'47"52     | Ruben Verheyden | 1'48"22     | Charlie Da'Vall Grice   | 1'48"44     |
| 1500 m U18/U20            | Moritz Ebbeskotte  | 3'58"22     | Miguel Matos    | 3'59"34     | Jonathan Ruchti         | 3'59"44     |
| 3000 m                    | Jakob Ingebrigtsen | 7'33"06     | Berihu Aregawi  | 7'33"39     | Stewart McSweyn         | 7'35"06     |
| 110 m ostacoli (+2,9 m/s) | Devon Allen        | 13"07 w     | Jason Joseph    | 13"11 w     | Pascal Martinot-Lagarde | 13"17 w     |
| 400 m ostacoli            | Dany Brand         | 50"14       | Julien Bonvin   | 51"53       | Mattia Tajana           | 51"80       |
| Salto in alto             | Il'ja Ivanjuk      | 2,30 m      | Shelby McEwen   | 2,27 m      | Andrij Procenko         | 2,27 m      |
| Salto con l'asta          | Christopher Nilsen | 5,82 m      | Sam Kendricks   | 5,82 m      | Timur Morgunov          | 5,72 m      |
| Getto del peso            | Ryan Crouser       | 22,81 m     | Tomas Walsh     | 22,10 m     | Filip Mihaljević        | 21,37 m     |
| Lancio del giavellotto    | Johannes Vetter    | 88,54 m     | Jakub Vadlejch  | 85,73 m     | Anderson Peters         | 84,32 m     |

     Prestazione che stabilisce il nuovo record del meeting.

### Donne
| Specialità                |                                                                        | Prestazione | 2ª classificata                                                         | Prestazione | 3ª classificata                                                               | Prestazione |
| 100 m (+1,7 m/s)          | Shelly-Ann Fraser-Pryce                                                | 10"60       | Elaine Thompson-Herah                                                   | 10"64       | Shericka Jackson                                                              | 10"92       |
| 100 m B - 1 (+2,7 m/s)    | Nadine Visser                                                          | 11"11 w     | Salomé Kora                                                             | 11"12 w     | Imani Lansiquot                                                               | 11"19 w     |
| 100 m B - 2 (+1,2 m/s)    | Melissa Gutschmidt                                                     | 11"37       | Ina Huemer                                                              | 11"47       | Michelle Gloor                                                                | 11"62       |
| 200 m (+2,5 m/s)          | Marije van Hunenstijn                                                  | 22"78 w     | Corinna Schwab                                                          | 22"97 w     | Anna Kiełbasińska                                                             | 23"08 w     |
| 400 m                     | Marileidy Paulino                                                      | 50"40       | Sada Williams                                                           | 50"77       | Quanera Hayes                                                                 | 51"06       |
| 400 m B                   | Polina Miller                                                          | 52"16       | Agne Serksniene                                                         | 53"22       | Yasmin Giger                                                                  | 53"39       |
| 800 m                     | Ellie Baker                                                            | 2'00"45     | Lore Hoffmann                                                           | 2'01"06     | Hedda Hynne                                                                   | 2'01"17     |
| 1500 m                    | Freweyni Hailu                                                         | 4'02"24     | Linden Hall                                                             | 4'02"95     | Josette Norris                                                                | 4'03"27     |
| 1500 m U18/U20            | Sophie Baumann                                                         | 4'31"68     | Romane Wolhauser                                                        | 4'34"74     | Elena Eichenberger                                                            | 4'35"12     |
| 100 m ostacoli (+2,6 m/s) | Kim Flattich                                                           | 13"68 w     | Daniela Kyburz                                                          | 13"91 w     | Lena Weiss                                                                    | 13"97 w     |
| 400 m ostacoli            | Femke Bol                                                              | 53"05       | Shamier Little                                                          | 53"78       | Anna Ryzhykova                                                                | 54"32       |
| Staffetta 4×100 m         | Gran Bretagna Asha Philip Imani Lansiquot Ashleigh Nelson Daryll Neita | 42"44       | Svizzera Riccarda Dietsche Ajla Del Ponte Mujinga Kambundji Salomé Kora | 42"47       | Paesi Bassi Nadine Visser Leonie Van Vliet Marije van Hunenstijn Naomi Sedney | 43"52       |
| Salto triplo              | Yulimar Rojas                                                          | 15,56 m w   | Shanieka Ricketts                                                       | 15,02 m w   | Hanna Minenko                                                                 | 14,47 m     |
| Salto in alto             | Marija Lasickene                                                       | 1,98 m      | Jaroslava Mahučich                                                      | 1,98 m      | Nicola McDermott                                                              | 1,95 m      |
| Salto in lungo            | Ivana Španović                                                         | 6,85 m w    | Khaddi Sagnia                                                           | 6,92 m =    | Jazmin Sawyers                                                                | 6,66 m      |

     Prestazione che stabilisce il nuovo record del meeting.